# Eugenia Martinet
Eugenia Martinet, conosciuta come Eugénie (francesizzazione) o come Ninì (Aosta, 2 novembre 1896 – Aosta, 23 gennaio 1983), è stata una poetessa italiana.

## Biografia
Figlia di César Martinet e di Angèle Fournier, Eugenia nasce da una delle più note e antiche famiglie aostane, originaria di La Thuile: il nonno Jules Martinet era stato sindaco, lo zio Jean-Laurent deputato, il padre avvocato e socialista dalle origini.

I fratelli: Carlo, ingegnere, è dovuto emigrare in Francia perché aveva rifiutato il giuramento fascista; Lea si era battuta per gli ideali comunisti; Dora aveva sposato lo scrittore Sergio Solmi; Alda è stata la prima donna procuratore della Valle d'Aosta.

Il 1º maggio 1920 tenne un discorso pubblico per la festa dei lavoratori, il suo intervento venne ricordato come un "discorso bolscevico tenuto da una demoiselle".
La perdita di un amico, Dante Malagutti, sostituto collaboratore del padre che cadde sul Carso il 24 maggio 1917 colpì Martinet ventenne.

Nel 1920 sposa Luigi Dolchi, un universitario di Milano, già capitano del battaglione Aosta nella grande guerra.

Nel 1921 nasce il loro unico figlio, Giulio. Si trasferiscono a Milano, Luigi lavora alla Montecatini, mentre Eugenia insegna alle medie superiori.

A Milano Eugenia approfondirà la sua formazione intellettuale e politica. Quando era all'università di Torino aveva conosciuto Antonio Gramsci, a Milano si avvicina all'ambiente dell'avanguardia antifascista di Riccardo Bauer.

Quando arriva a Milano anche la sorella Dora, nel 1924, frequenta casa Solmi, dove può conoscere Umberto Saba, Eugenio Montale, Carlo Emilio Gadda, Elio Vittorini, Lalla Romano e nel dopoguerra Ferruccio Parri, Nilde Iotti e Palmiro Togliatti.
Scoppiava la seconda guerra mondiale: il marito viene richiamato nel 1939: prima il fronte occidentale, poi la Grecia e la Sicilia, infine il lager tedesco. Ritornerà a casa nel 1946.

Il figlio Giulio Dolchi militerà nelle file partigiane col nome di Dudo.

In questi difficili anni si rifugia a Bibian nella casa paterna. Finita la guerra, i Dolchi si ricongiungono e ritornano a Milano, dove frequenta l'ambiente del "Politecnico" di Elio Vittorini e della "Rassegna d'Italia" di Francesco Flora. Alla morte del marito nel 1968 ritorna a Bibian.
Eugenia Martinet muore a Bibian, sulla collina di Aosta, il 23 gennaio 1983.

## Poetica
Su dove rime fà ballié passadzo

i tormèn, à la joué é i dammatzo

de noutra via, é tegnè, tot aplan,

avei la guida ferma deun la man

que atten son tor sensa pèdre coradzo.

Pà fâta de mistéro o d'étaladzo

pe sotteni, mecllià deun lo tapadzo,

eun mottet que conserve son balan

su dove rime,

...»
(Eugenia Martinet, Il , 1964)
In casa, Martinet ha sempre parlato in francese, ma non ha mai composto poesia in madrelingua, salvo rare eccezioni rimaste inedite.

Ha ricevuto l'educazione scolastica in italiano ed in italiano ha iniziato a comporre.

Ma è con la scoperta del patois valdostano che trova la sua collocazione stilistica sperimentando un linguaggio più complesso e ritmi diversi e la condurrà alla fine all'uso esclusivo, ottenendo i riconoscimenti maggiori. Il dialetto valdostano viene utilizzato senza tradizionalismi.

Non è solo una scelta stilistica e strumentale. Il patois è il naturale sbocco delle sue convinzioni di "esprit livre", delle sue vicende familiari e di valdostana lontana dalla sua terra e dalle sue radici: in esso Eugenia ritrova la sua identità.

Eugenio Montale così ha commentato la sua poesia:
(Eugenio Montale, Corriere della Sera, 20.06.1965)

## Opere
Ah, gramacì, la via,

t'é étaie sempla é ardia

é sta mateun dze vouì me reverrié

pe tìaveitzé.

La quenta de no dove

l'a meinà l'altra? Trove

te que te m'a tzecca trop épouériaie

pe rendre saie

ma fantasì de tëta?

A carmé la tempëta

te m'a eidzaie chovèn sensa malece

douça nereusse.»
(Eugenia Martinet)
Deun lo tennadzo iver, tzeut épouérià,
iliotzenla tëta è lo regar crouéijà,
n'en coutzà su lo flan la grossa tenna.
Lo vegnolan dijèt: l'a beurta menna,
poue: dâne, dâne, eun cou l'aièt crià.

Que de seison le jeu l'an caréchà
le douve épesse è lo sercllio sarrà,
lé, drèite é lardze come euna colenna
deun lo tennadzo.

Tot a catzon eun dzor l'à comenchà
a se leiché mouffì. Lo veun terrià,
sortì lo dèque, l'à sentu l'etzenna
doucemèn se défëre... viéllie tenna,
dz'ì apprei ton secrèt de resegnà
deun lo tennadzo.»
(Eugenia Martinet)
Le sue opere

- Primo dono, tip. Balzaretti, Milano, 1925.
- Al piccolo Giulio, 1929.
- La Dzouére entzarmaie, ed. Convivio letterario, Milano, 1935.
- Se vuoi ti guido io, Itla, Aosta, 1957.
- Meison de berrio, meison de glliese, Il nuovo cracas, Roma, 1964.
- Collaborazioni a numerose riviste, di cui:

- Il convivio letterario - Milano.
- Il lavoro - Genova.
- Le mont blanc - Aosta.
- Lo partisan - Aosta.
- Ij brandë - Torino.
- Armanach Piemontèis - Torino.
- Le flambeau - Aosta.
- El tòr - Roma.
- L'appollo buongustaio - Roma.
- Fiore della poesia dialettale - Roma.
- Arc, periodico delle regioni dell'arco alpino - Udine.

(Eugenia Martinet)